# Madhuca
Madhuca é um género botânico pertencente à família Sapotaceae.